# New York State Route 137
Die New York State Route 137 (NY 137) ist eine 8,87 km (5,51 mi.) lang State Route im Westchester County, New York, USA. Die Strecke ist die Fortsetzung der im Bundesstaat Connecticut verlaufenden Route 137, die New Yorks Route 137 mit Stamford verbindet. NY 137 führt durch den Weiler Pound Ridge und endet an der NY 121 nördlich des Weilers Bedford (lokal als Bedford Village bezeichnet).

## Streckenbeschreibung

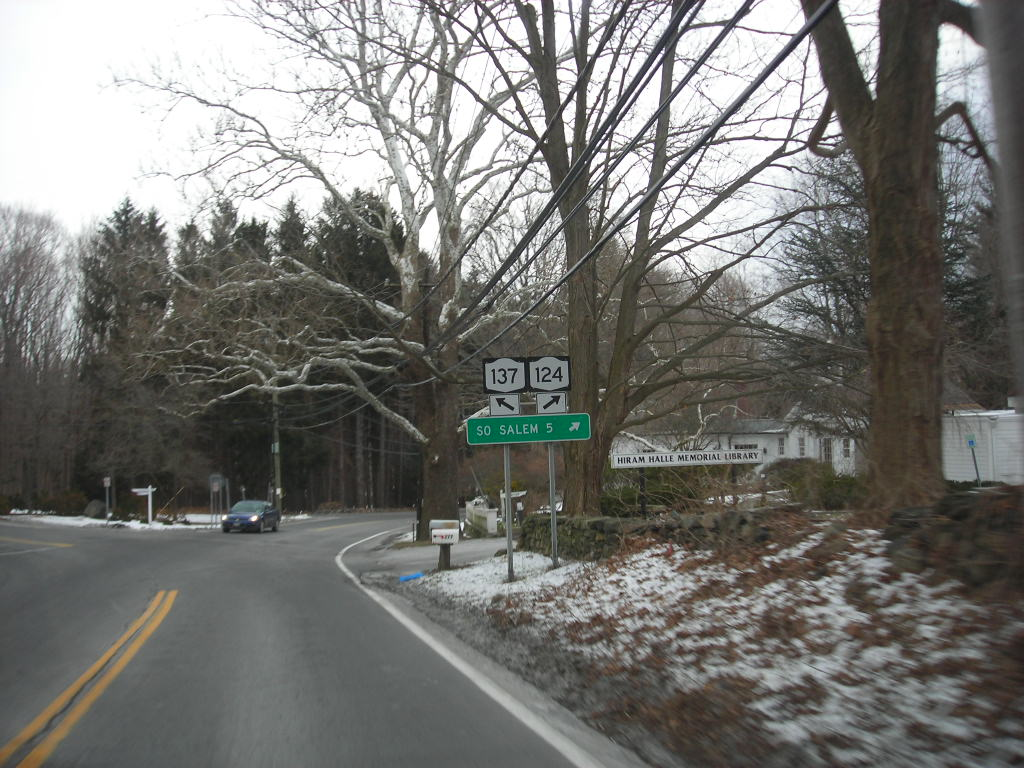
NY 137 an der Kreuzung mit NY 124 in Pound Ridge, in nördlicher Fahrtrichtung

Die NY 137 beginnt an der Grenze zwischen den Bundesstaaten New York und Connecticut, im Gebiet der Town of Pound Ridge als Fortsetzung der CT 137. Unweit an der Staatsgrenze führt die NY 137 östlich am Pound Ridge Golf Club vorbei, der sich an der Staatsgrenze erstreckt. Die NY 137 setzt sich in nördlicher Richtung fort und heißt dort High Ridge Road, kreuzt die Old Snake Hill Road zweimal und, nach dem Abstieg vom Snake Hill, erreicht die NY 137 das Weiler Sarles Corners, wo die Straße die Upper Shad Road quert. Danach führt die NY 137 an der Flanke des Horseshoe Hill durch ein Wohngebiet, bis die Strecke die Westchester Avenue kreuzt. An dieser Kreuzung wechselt die NY 137 den Namen und führt als Westchester Avenue weiter.
Nach dieser Kreuzung verläuft die NY 137 weiter nordwärts durch die Stadt und erreicht schließlich den gleichnamigen Weiler, der aus mehreren Wohnhäusern und Gewerbebetrieben besteht, die sich um die Kreuzung mit dem östlichen Endpunkt der NY 172 (Pound Ridge Road) konzentrieren. In nordöstlicher Richtung verlässt die NY 137 die Ortschaft und führt an der Hiram Halle Memorial Library vorbei zur Abzweigung der NY 124 (Salem Road). An dieser Kreuzung biegt die NY 137 nach Norden, quert eine Verbindungsstraße zur NY 124 und schlägt entlang der Stone Hill Road eine nordwestliche Richtung ein. In diesem Abschnitt ist die NY 137 von Bäumen flankiert und führt an einem Weiher vorbei. Kurz darauf liegen an der Straße einige Wohnhäuser, während diese westwärts den Berg hinaufsteigt.
Auf der anderen Seite des Berges steigt die Straße wieder hinab und führt in südwestlichen Richtung an mehreren kleinen Seen und dem Stone Hill River vorbei. Der Verlauf der Straße folgt nun wieder einer westlichen Richtung und sich windend führt die NY 137 an einigen Wohnhäusern vorbei in das Gebiet der Town of Bedford. Innerhalb von Bedford behält die Straße ihren Namen bei, überquert den Stone Hill River und steigt hinab in den Weiler Bedford, wo die NY 137 an der Kreuzung mit der hier Old Post Road genannten NY 121 ihren nördlichen Endpunkt erreicht.

## Geschichte
NY 137 wurde als Fortsetzung der von Stamford, Connecticut nordwärts führenden Straße erstmals  bei der Neunummerierung der State Routes in New York 1930 festgelegt. Die ursprüngliche Strecke begann nördlich des Weilers Bedford und führt von der NY 22 über Girdle Ridge Road und Pea Pond Road sowie ein kurzes Stück überlappend mit der NY 121 zur Staatsgrenze nach Connecticut. Am 1. September 1980 wurde das Eigentum und die Unterhaltspflicht von Girdle Ridge Road und Pea Pond Road vom Bundesstaat an das Westchester County übertragen. NY 137 wurde deswegen am südlichen Ende der Überlappung mit der NY 121 gekappt. Der frühere Streckenverlauf der NY 137 entlang von Girdle Ridge Road und Pea Pond Road wurde neu als County Route 309 ausgewiesen.
Eine in den 1950er Jahren entlang von Route 137 in den beiden Bundesstaaten geplante Schnellstraße wurde nicht realisiert.

## NY 137A
NY 137A war eine Zweigstrecke, die NY 137 über die Westchester Avenue mit dem State Highway 184 (der späteren Route 124) in Connecticut verband. Diese auch 1930 festgelegte Strecke wurde um 1932 als NY 104 neunummeriert, bevor sie um 1936 eine neue Nummer als NY 394 erhielt, damit die Dopplung mit dem U.S. Highway 104 in Upstate New York beseitigt wurde. Im Jahr 1967 wurde NY 394 zu einer Verlängerung der NY 124. Diese Maßnahme war jedoch von nur kurzer Dauer; von 1970 an endete die NY 124 im Weiler Pound Ridge. Die Westchester Avenue wird in diesem Bereich nunmehr unterhalten von der Town of Pound Ridge.

## Hauptkreuzungen
| Lage            | Meile | km   | Richtung  | Anmerkungen                   |
| --------------- | ----- | ---- | --------- | ----------------------------- |
| Pound Ridge     | 0,00  | 0,00 | Route 137 | von/nach Connecticut          |
| Pound Ridge     | 2,47  | 3,98 | NY 172    | östlicher Endpunkt von NY 172 |
| Pound Ridge     | 2,64  | 4,25 | NY 124    | südlicher Endpunkt der NY 124 |
| Town of Bedford | 5,51  | 8,87 | NY 121    |                               |

## Belege
1. 1 2 3  Bing (Hrsg.): overview map of NY 137.  [Karte]. (englisch, binged.it [abgerufen am 17. August 2012]).
2. ↑  Automobile Legal Association (ALA) Automobile Green Book, 1930–31 and 1931–32 editions, (Scarborough Motor Guide Co., Boston, 1930 and 1931). Die Ausgabe 1930–31 zeigt die New Yorker State Routes vor der Neunummerung.
3. 1 2  General Drafting (Kartograph): Road Map of New York.  [Karte]. Hrsg.: Standard Oil Company of New York. 1930 (englisch).
4. ↑  New York State Legislature: New York State Highway Law § 341. Abgerufen am 17. August 2012 (englisch).
5. ↑  General Drafting (Kartograph): New York.  [Karte]. Hrsg.: Exxon. 1977–78 Auflage. 1977 (englisch).
6. ↑  Rand McNally and Company (Kartograph): I Love New York Tourism Map.  [Karte]. Hrsg.: State of New York. 1981 (englisch).
7. ↑  New York State Department of Transportation (Hrsg.): Mount Kisco Digital Raster Quadrangle.  [Karte], Maßstab 1:24,000. 1990 (englisch, ny.gov [abgerufen am 26. Januar 2010]).
8. 1 2  New York State Department of Transportation (Hrsg.): Pound Ridge Digital Raster Quadrangle.  [Karte], Maßstab 1:24,000. 1990 (englisch, ny.gov [abgerufen am 17. August 2012]).
9. ↑  Steve Anderson: Unbuilt Pound Ridge–Stamford Expressway. In: NYCRoads. Abgerufen am 26. Januar 2010 (englisch).
10. ↑  H.M. Gousha Company (Kartograph): New York.  [Karte]. Hrsg.: Kendall Refining Company. 1931 (englisch).
11. ↑  Rand McNally and Company (Kartograph): Texaco Road Map – New York.  [Karte]. Hrsg.: Texas Oil Company. 1932 (englisch).
12. ↑  Rand McNally and Company (Kartograph): Road Map & Historical Guide – New York.  [Karte]. Hrsg.: Sun Oil Company. 1935 (englisch).
13. ↑  General Drafting (Kartograph): New York.  [Karte]. Hrsg.: Standard Oil Company. 1936 (englisch).
14. ↑  Connecticut Routes 120–124 – Route 124. In: Kurumi. 27. Juli 2007, abgerufen am 17. August 2012 (englisch).
15. ↑  State of New York Department of Transportation: Official Description of Touring Routes in New York State. (PDF; 4,9 MB) 1. Januar 1970, abgerufen am 17. August 2012 (englisch).
16. ↑  2008 Traffic Data Report for New York State. (PDF) New York State Department of Transportation, 16. Juni 2009, S. 248, abgerufen am 17. August 2012 (englisch).